# Georgian Bay
Georgian Bay (fransk: baie Georgienne) er en stor bugt i Lake Huron i provinsen Ontario i Canada. Den udgør den nordøstlige del af Lake Huron, og er skilt fra denne ved Brucehalvøen mod syd og Manitoulin Island mod  nord. Bugten er omkring 320 km lang og 80 km bred, og har et areal på omkring 15.000 km².
Den franske opdagelsesrejsende Samuel de Champlain var den første europæer der oplevede dele af De store søer, da han nåede frem til Georgian Bay fra nord i 1615. Bugten har navn efter den britiske  kong George 4..
Et areal på 3.472,7 km² blev i 2004 udpeget til biosfærereservat under UNESCOs Menneske og biosfære-programmet.